# Мис Палтусів
43°43′02″ пн. ш. 145°26′18″ сх. д. / 43.71722° пн. ш. 145.43833° сх. д.
Мис Па́лтусів (рос. Мыс Палтусов) — мис на крайньому південному заході російського острова Кунашир. Знаходиться у протоці Зради, що сполучає Кунаширську протоку з Південно-Курильською, навпроти японського острова Хоккайдо (півострів Ноцуке-Ханто). Є західним мисом при вході в затоку Зради (східний — мис Весло). Названий через те, що в прибережних водах відбувається вилов палтусів.
Являє собою невеликий дугоподібний півострів, який утворює невелику затоку Мілку. В основі мису знаходиться рибацьке селище Палтусово. Мис низинний, вкритий лучною рослинністю. Територія мису входить до складу Курильського державного природного заповідника.